# Pneumatopteris afra
Pneumatopteris afra är en kärrbräkenväxtart som först beskrevs av Christ, och fick sitt nu gällande namn av Holtt. Pneumatopteris afra ingår i släktet Pneumatopteris och familjen Thelypteridaceae. Inga underarter finns listade.